# Tordo-do-príncipe
O Tordo-do-Príncipe (Turdus xanthorhynchus) é uma espécie de pássaro da família Turdidae. É endêmica para a ilha do Príncipe.
Antigamente, era considerada uma subespécie do mais abundante tordo de São Tomé (Turdus olivaceofuscus), presente na ilha vizinha de São Tomé.
O seu habitat natural é subtropical ou tropical húmido de planície e florestas subtropicais ou tropicais húmidas. Ele está criticamente ameaçado, a categoria de perigo de extinção mais alta, em resultado da pressão da caça.
Sendo considerada uma espécie muito rara desde há muito, o primeiro espécimen foi recolhido pelo naturalista italiano Leonardo Fea em 1899. As recolhas posteriores deram-se em 1928, com 4 espécimenes, e até 1997 nenhum exemplar foi conseguido.
As pesquisas científicas indicam que a espécie está confinada à região sul da ilha do Príncipe, onde está localizada floresta madura, desde o pico mais elevado (Pico de Príncipe, a 948 m) até à costa sul da ilha.